# Marsu Productions
Marsu Productions is een Monegaskische uitgeverij van stripalbums. Het bedrijf is opgericht in 1986 door Jean-François Moyersoen, die de rechten van André Franquins Marsupilami had gekocht om daaromheen een stripuitgeverij te maken. In 1992 kocht het bedrijf ook de rechten op Franquins reeks Guust. Marsu beheert daarnaast de rechten op ander werk van Franquin en op reeksen van andere auteurs, zoals sinds 1989 Natasja van François Walthéry. Marsu staat verder ook in voor de merchandising rond de merken die het in beheer heeft en geeft geregeld verzamelobjecten uit.
In maart 2013 werd Marsu Productions overgekocht door uitgeverij Dupuis, de uitgever waarbij Franquin het merendeel van zijn carrière heeft gewerkt. Door de overname kwam een groot deel van de rechten op Franquins werk weer samen in één bedrijf. Voor de overname bezat Dupuis al een minderheidsaandeel in Marsu. Ondanks de overname, is Marsu Productions onafhankelijk van Dupuis en blijft het de eigenaar van de verworven rechten.
Sinds de overname worden de reeksen Natasja vanaf album 22 (2014) en Marsupilami vanaf album 33 (2021) onder de naam van Dupuis uitgegeven.
Het logo van het merk bevat tussen de woorden "Marsu" en "Productions" het hoofd van een Marsupilami.